# Регистарске ознаке у Данској
Регистрационе таблице возила у Данској обично имају два слова и пет цифара и издају их власти. Таблице се могу набавити у овлашћеним продавницама или званичним регистрационим центрима. Комбинација је једноставно серијска и нема везе са географском локацијом, али цифре имају серију бројева на основу типа возила.  
Данске регистарске таблице не прате власника или возило; када се аутомобил прода, таблице се предају и нови власник мора поднети захтев за нове таблице.

## ЕУ таблице
Нови дизајн са ЕУ пругом се очекивао 2008. године, али је након тога одложен за 12. октобар 2009. Ово чини Данску потенцијално последњом државом Евроске Уније која је усвојила европске таблице. Европска плава подлога је тренутно опциона.  У припреми за нови дизајн, фонт таблице је мало згуснут на неким новим таблицама издатим након средине 2008. године. Од 2009. године купци аутомобила могли су да бирају таблицу са или без плаве подлоге. 
Ако возило регистровано у Данској нема таблицу са плавом подлогом, онда мора бити опремљено одобреним овалним знаком DK када се вози у иностранству. Слова морају бити 80 мм по висини, растојање између њих треба да буде 10 мм, и без рекламирања. 

## Забуна са норвешким таблицама
1971. Норвешке таблице су садржале два слова и пет цифри, као и Данске таблице. У почетку је постојао неформални систем избегавања исте шифре за норвешки и дански аутомобил, у којем је неке комбинације слова користила Норвешка, а неке Данска. Норвешка која има географске кодове користила је већи број комбинација слова од Данске. Касније се од тога одустало, због већег броја возила, па сада норвешки и дански аутомобил могу имати исти регистарски код, иако сада имају националне плаве подлоге.

## Пре 2012. и после 2012. године
На комбинацији бројева може се видети тип возила пре 2012. године. Нумерација након 2012. је потпуно насумична како би се омогућило више комбинација.  Слова немају никаквог значаја и насумична су. Не може се више одредити тип возила из прве две цифре после 2012. године.

## Врсте
|  |
|  |

|  |

|  |
|  |

|  |
|  |

|  |
|  |